# Brajići (Czarnogóra)
Brajići (cyr. Брајићи) – wieś w Czarnogórze, w gminie Budva. W 2011 roku liczyła 33 mieszkańców.